# 大東京 (映画館)
大東京（だいとうきょう、1921年11月14日 開業 - 1944年2月 閉館）は、かつて東京・浅草にあった映画館である。

## 沿革
- 1921年 - 開業[1]
- 1944年 - 強制疎開により閉館

## データ
- 所在地 : 東京府東京市浅草区公園六区四号地
  - のちの同府同市同区浅草公園六区4番地29号[2]
  - 現在の東京都台東区浅草1丁目25番1号

北緯35度42分45.1秒 東経139度47分35.15秒 / 北緯35.712528度 東経139.7930972度
- 観客定員数 : 
  - 450名（1930年[2]）
  - 424名（1942年[3]）

## 概要

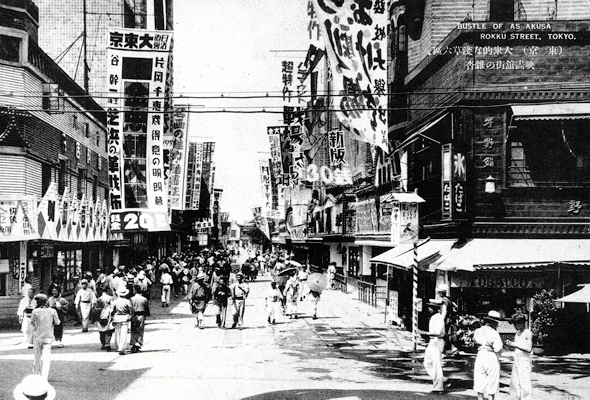
1933年8月、左手前が同館。「片岡千恵蔵得意の明朗劇 金忠輔大会 20銭」の幟、『快侠金忠輔』前篇および中後篇（監督振津嵐峡）、『芝浜の革財布』（監督久見田喬二）のいずれも日活配給作品旧作の3本立て、「日活直営 大東京」とある。

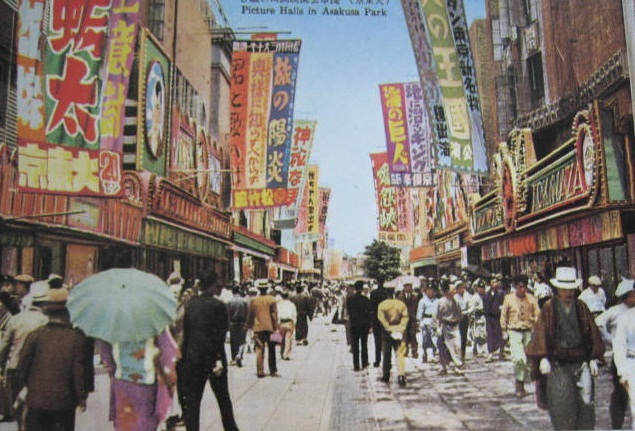
1937年6月、左手前が同館。『赤西蠣太』（監督伊丹万作）、『浴槽の花嫁』（監督清瀬英次郎）、『血涙上意討』（監督尾形十三男）のいずれも日活配給作品旧作の3本立ての幟が立つ。

1921年（大正10年）11月14日、東京市浅草区公園六区四号地の松竹館南側（現在の東京都台東区浅草1丁目25番1号）、パテー館跡地に、映画製作プロダクション・活動写真資料研究会を率いる高松豊次郎が開業した。「大東京」の命名は後藤新平である。オープニングプログラムは、活動写真資料研究会製作、井上麗三・山根幹人共同脚本・共同監督作品『力の勝利』であった。同作は、井上が主演するほか、のちの映画監督稲垣浩の父・東明二郎の初映画出演作である。高松は、1917年（大正6年）から日本館の支配人を務め、浅草オペラの旭歌劇団を組織、同館に続いて下谷区竹町1番地4号（現在の台東区台東）に映画館・新東京を開館した。
1922年（大正11年）から1923年（大正12年）5月いっぱいまでは、帝国キネマ演芸作品の封切りフラッグシップ館であったが、同年6月1日以降は、京都の牧野省三率いるマキノ映画製作所の封切りフラッグシップ館となる。同年8月30日、同製作所の3作品、沼田紅緑監督の『大阪守護の霧隠』、衣笠貞之助監督の『金色夜叉 宮の巻』、長尾史録監督の『恋地獄』を上映したのを最後に、同年9月15日、関東大震災で首都は壊滅、浅草公園六区は悲惨な状況となって、興行はストップした。マキノのフラッグシップ館は同年10月から、同館が復興するまで成子映画劇場に変更になっている。翌1924年（大正13年）1月2日には復活、同じくマキノ映画製作所の牧野・沼田共同監督による『恐怖の夜叉』で幕は開けた。同年8月には、東亜キネマのマキノ映画製作所の買収により、等持院撮影所作品のフラッグシップとなり、翌1925年（大正14年）8月28日公開分からは、東亜キネマから独立したマキノ・プロダクション作品を公開した。片岡松燕プロダクション作品など、1927年（昭和2年）まではここで封切られていた。
1930年（昭和5年）3月、川端康成が随筆『浅草』に記したところによれば、当時の同館は「西洋物セコハン」、つまり洋画の旧作上映館であった。『日本映画事業総覧 昭和五年版』によれば、同年当時の同館は、当時の観客定員数は450名、興行系統は「洋画再映」、経営は高松豊次郎の個人経営、支配人は吉田子之蔵、宣伝部は高田多慶夫であった。吉田子之蔵はその後、大都映画に移籍して九州支社長、北海道支社長を歴任して、大映への統合の1年前に取締役に就任した人物である。高田多慶夫は小泉夏夫、浅野秀治、筈見恒夫ら一派の物書きである。
1933年（昭和8年）8月ころまでには、経営が高松個人から日活の手にすでに移っており、「日活直営」という幟が映画館前に掲げられ、日活配給作品の旧作3本立ての上映館となった。『映画年鑑 昭和十七年版』によれば、1942年（昭和17年）当時の同館は、観客定員数は424名、経営は日活、支配人は柿沼伊助であった。第二次世界大戦末期の1944年（昭和19年）2月、公園劇場、三友館、観音劇場、オペラ館等とともに強制疎開により閉館、取り壊されて、戦後、同地に映画館は復活しなかった。
戦後は商店等が同地を分割して建ち、2013年（平成25年）現在の状況も同様であり、北側・西側に接していた松竹館等はすべて浅草ROXになり、跡地は囲まれている。